# İsmail Baydil
İsmail Baydil (* 26. Februar 1988 in Denizli) ist ein türkischer Fußballspieler.
İsmail begann seine Karriere 2004 in der Jugend von Denizlispor. Am 23. August 2008 bestritt er gegen Galatasaray Istanbul seinen ersten Einsatz in der Turkcell Süper Lig, der 4:1 für Galatasaray endete. Inzwischen wurde er zwölfmal für Denizlispor eingesetzt, darunter achtmal in der Turkcell Süper Lig und viermal in der Bank Asya 1. Lig. In der Winterpause der Saison 2007/08 wurde er an Izmirspor in die TFF 2. Lig ausgeliehen. In der Saison 2009/10 spielte er in der TFF 2. Lig für Denizli Belediyespor als Leihe und schoss in 29 Spielen 2 Tore. Seit der Saison 2010/11 spielt er wieder bei Denizlispor, diesmal in der Bank Asya 1. Lig.
İsmail Baydil bestritt einen Einsatz für die türkische Nationalmannschaft der U-21.